# OurMine
OurMine é um grupo de hackers famoso por invadir redes sociais de grandes nomes da tecnologia, famosos e empresas.
O grupo se considera "hackers do bem".

## Ataques do OurMine

### Mark Zuckerberg
Mark Zuckerberg, CEO e fundador do Facebook (e atual dono do Instagram), já teve várias de suas redes sociais pessoais invadidas pelo grupo. Em junho de 2016, ele teve sua conta do Twitter, do Instagram, do LinkedIn e do Pinterest invadidas pelo grupo. Em setembro de 2016, ele teve a conta do Pinterest invadida novamente pelo grupo. Nesta ocasião, o grupo também descobriu a senha do seu Twitter, mas não puderam acessar ele por conta da autenticação em dois passos.

### Globoplay e Gshow
No dia 16 de maio de 2020 o grupo invadiu o sistema de envio de notificações da Rede Globo, enviando a seguinte mensagem "Contact us for better security" e em seguida o e-mail para contratar os serviços da OurMine. Eles também pediram na notificação para subirem as tags #GloboHack e #GShowHack no Twitter.
Rapidamente as tags ficaram nos Trending Topics da rede social, havendo muitas perguntas se era possível o grupo causar danos aos usuários, utilizando informações cadastrais contidas nos aplicativos Globoplay.
A Rede Globo logo em seguida se pronunciou informando que a OurMine invadiu somente o sistema de envio de notificações que não tem nenhuma ligação com o banco de dados da plataforma, sendo assim, impossível o grupo causar quaisquer danos aos usuários.

### Outros
No dia 21 de dezembro de 2016, a conta do Twitter da Netflix estadunidense foi invadida pelo grupo. Neste mesmo dia também foram invadidas as contas no Twitter de vários filmes da Marvel. Entre estas contas estavam a de Os Vingadores, do Capitão América, dos Guardiões da Galáxia e a do Doutor Estranho.
Na noite de 2 de abril de 2017, a plataforma Youtube foi invadida pelo grupo, deixando eles, "OurMine are back!... (read the description) " como título do Vídeo e "Hey, it's OurMine don't worry we are just testing your security, please contact us for more information https://ourmine.org" como descrição de vídeo, vários youtubers famosos foram alvo deste grupo de hackers, tais como RedMercy, BunnyFufuu, entre outros.
No dia 22 de agosto de 2017, as contas do clube de futebol Futbol Club Barcelona foram hackeadas, pregando uma "peça" ao dizer que Ángel Di María teria se juntado ao clube, escrevendo "Welcome Ángel Di María to FC Barcelona! #DiMariaFCB". Menos de dois minutos depois, eles publicaram um Tweet falando que eram eles (o OurMine) e pedindo para que contatassem o grupo no site oficial do OurMine. Curiosamente, também pediram desculpas no final deste mesmo texto.